# Pere Salsas i Trillas
Pere Salsas i Trillas o Salses i Trilles (la Llaguna, ~1701 - Ponts, 2 de setembre del 1781) va ser un religiós nord-català, autor de l'obra Promptuari moral sagrat y cathecisme pastoral, molt popular en la seva època.

## Biografia
Estudià al seminari de la Seu d'Urgell i es doctorà en teologia i cànons a la Universitat de Cervera abans de ser rector de Santa Maria de Llívia (del 1728 al 1754) i plebà de Ponts (1754-1781). Va ser examinador sinodal i visitador i hom el comissionà per editar les Constituciones synodales dioecesis Urgellensis, que es publicà el 1748. La seva obra més coneguda, però, va ser l'obra de mèrit Promptuari moral sagrat y cathecisme pastoral de plàticas doctrinals y espirituals sobre tots els punts de la doctrina christiana per ocurrents, per difunts y ànimas del purgatori, rogativas per aygua y altres necessitats, que també es publicà a Madrid en edició castellana i venda per subscripció. Deixà inèdita alguna altra obra, com un llarg estudi sobre l'origen del dret català (De constitutione et origine juris Cathaloniae).
La vila de Ponts, modernament, li ha dedicat la "Biblioteca municipal Pere Salses i Trilles".

## Obres
- Constituciones synodales diócesis urgellensis.  Barcelona: Johannis Piferrer, 1748.
- Salsas y Trillas, Pere. Promptuari moral sagrat y cathecisme pastoral de platicas doctrinals y espirituals sobre tots los punts de la doctrina christiana : per predicar en la quaresma, diumenges y demès festivitats ocurrents per difunts y animas de purgatori, rogativas per aygua y altras necessitàts : ab sos indices de la Sagrada Escriptura, de las platicas y coses mes notables que en ell se contenen : utilissim a tots los rectors y regint cura de ànimas, per predicar y ensenyar a sos feligresos lo camí de la virtut y doctrina christiana. Utilíssim també als pares de famílias, per ensenyar y educar a sos fills y fillas lo camí del Cel, de la virtut y doctrina christiana, per una perfeta y santa educació.  Barcelona: Estampa de Teresa Piferrer, 1754-1757. (en 5 volums, el 4t i 5è amb l'ortografia "Pere Salses y Trillas")
- Salsas y Trillas, Pedro; Espinach y Cardona, Francisco (traductor). Catecismo pastoral, y prontuario moral sagrado de platicas doctrinales y espirituales sobre todos los puntos de la doctrina christiana, apoyado en la Sagrada Escritura, santos padres y doctores católicos : utilisimo no solo a los parrocos y oradores evangélicos para predicar con acierto y fruto las quaresmas, dominicas y demás festividades ocurrentes, de difuntos, almas del purgatorio, rogativas por agua y otras necesidades públicas, sino á los padres de familia y amos, para enseñar á sus hijos y criados el camino del cielo.  Madrid: Imprenta de la viuda é hijo de Marin, 1797-1801.